# Victor Young
Albert Victor Young, född 8 augusti 1900 i Chicago, Illinois, USA, död 10 november 1956 i Palm Springs, Kalifornien, var en amerikansk kompositör.
Young komponerade musik till flera hundra amerikanska filmer under 1930-talet, 1940-talet och 1950-talet, bland annat originalmusiken till filmen Jorden runt på 80 dagar. Han blev Oscarsnominerad 22 gånger innan han vann sin första och enda Oscar, som han fick postumt. Young har tilldelats en stjärna för musikinsatser på Hollywood Walk of Fame vid adressen 6363 Hollywood Blvd.

## Filmmusik (i urval)
- 1937 – Skymning
- 1941 – Längtan till solen
- 1941 – Natten är så kort...
- 1942 – Dårarnas paradis
- 1942 – Glasnyckeln
- 1942 – Ja, se fruntimmer!
- 1943 – Det starka är det sköna värt
- 1943 – Klockan klämtar för dig
- 1944 – I skuggan av ett tecken
- 1944 – Redo för morgondagen
- 1944 – De objudna
- 1945 – Kärleksbreven
- 1945 – Kitty
- 1946 – Kärlek som aldrig dör
- 1947 – Jag kämpar ensam
- 1948 – Den stora klockan
- 1948 – Natten har tusen ögon
- 1948 – I valet och kvalet
- 1949 – Simson och Delila
- 1949 – X – filmen om en farlig kvinna
- 1950 – Full likvid
- 1952 – Hans vilda fru
- 1952 – Scaramouche – de tusen äventyrens man
- 1952 – The Star
- 1953 – Mannen från vidderna
- 1954 – Mannen du gav mig
- 1954 – Johnny Gitarr
- 1956 – Jorden runt på 80 dagar

## Låtar (i urval)
- Alone at Last
- Around the World
- Beautiful Love
- Blue Star (The 'Medic' Theme)
- Can't We Talk It Over
- Golden Earrings
- A Hundred Years from Today
- I Don't Stand a Ghost of a Chance with You
- Love Letters
- Moonlight Serenade (Summer Love)
- My Foolish Heart
- Song of Delilah
- Stella by Starlight
- Street of Dreams
- Sweet Sue
- A Weaver of Dreams
- When I Fall In Love